# Västra Torsås socken
Västra Torsås socken i Småland ingick i Allbo härad i Värend och ingår sedan 1971 i Alvesta kommun och motsvarar från 2016 Västra Torsås distrikt i Kronobergs län.
Socknens areal är 212,56 kvadratkilometer, varav land 186,65. År 2000 fanns här 1 197 invånare. Kyrkbyn Lönashult med sockenkyrkan Västra Torsås kyrka ligger i socknen.

## Administrativ historik
Västra Torsås socken har medeltida ursprung och hette i äldre tid Torsås socken. Omkring år 1595 avskiljdes socknens sydligaste del, som blev Härlunda socken. 
Vid kommunreformen 1862 övergick socknens ansvar för de kyrkliga frågorna till Västra Torsås församling och för de borgerliga frågorna till Västra Torsås landskommun. År 1971 uppgick landskommunen i Alvesta kommun.
1 januari 2016 inrättades distriktet Västra Torsås, med samma omfattning som församlingen hade 1999/2000.
Socknen har tillhört samma fögderier och domsagor som Allbo härad. De indelta soldaterna tillhörde Kronobergs regemente, Skatelövs kompani.

## Geografi
Västra Torsås socken ligger väster om Åsnen. Socknen består mest av skogsmark, mossar och små sjöar, med höjder i öster vid Åsnen.
Socknen hade tidigare stationer/hållplats i Torne, Hulevik och Ulvö längs Karlshamn-Vislanda Järnväg.

## Fornminnen
Några boplatser och några hällkistor från stenåldern, några gravrösen från bronsåldern och tvåe järnåldersgravfält finns här. En offerkälla finns vid Spånhult.

## Namnet
Namnet (1385 Thoors aas), taget från kyrkbyn, har ett förled som troligen avser guden Tor och efterledet ås.
Sockennamnet Torsås reviderades 19 september 1854 officiellt till Västra Torsås, för att särskilja den från Östra Torsås socken i Konga härad.

### Fotnoter
1. 1 2 3  Svensk Uppslagsbok Västra Torsås socken
2. 1 2  Harlén, Hans; Harlén Eivy (2003). Sverige från A till Ö: geografisk-historisk uppslagsbok. Stockholm: Kommentus. Libris 9337075. ISBN 91-7345-139-8
3. ↑  Torsås&Typ=Alla&DatumFran=&DatumTill= Administrativ historik för Västra Torsås socken (Klicka på församlingsposten). Källa: Nationella arkivdatabasen, Riksarkivet.
4. 1 2  Sjögren, Otto (1931). Sverige geografisk beskrivning del 2 Östergötlands, Jönköpings, Kronobergs, Kalmar och Gotlands län. Stockholm: Wahlström & Widstrand. Libris 9939
5. 1 2 3  Nationalencyklopedin
6. ↑  Fornlämningar, Statens historiska museum: Västra Torsås socken
7. ↑  Fornminnesregistret, Riksantikvarieämbetet: Västra Torsås socken Fornminnen i socknen erhålls på kartan genom att skriva in sockennamn (utan "socken") i "Ange geografiskt område"